# El Naranjillo
El Naranjillo es una localidad del estado mexicano de Guanajuato. Es parte del municipio de Santa Cruz de Juventino Rosas.

## Demografía
| Gráfica de evolución demográfica |
|                                  |

| Censo | Población |
| ----- | --------- |
| 1900  | 349       |
| 1910  | 385       |
| 1921  | 111       |
| 1930  | 223       |
| 1940  | 284       |
| 1950  | 401       |
| 1960  | 572       |
| 1970  | 691       |
| 1980  | 525       |
| 1990  | 1 186     |
| 2000  | 2 424     |
| 2010  | 1 566     |
| 2020  | 1 181     |